# 洗冤集录

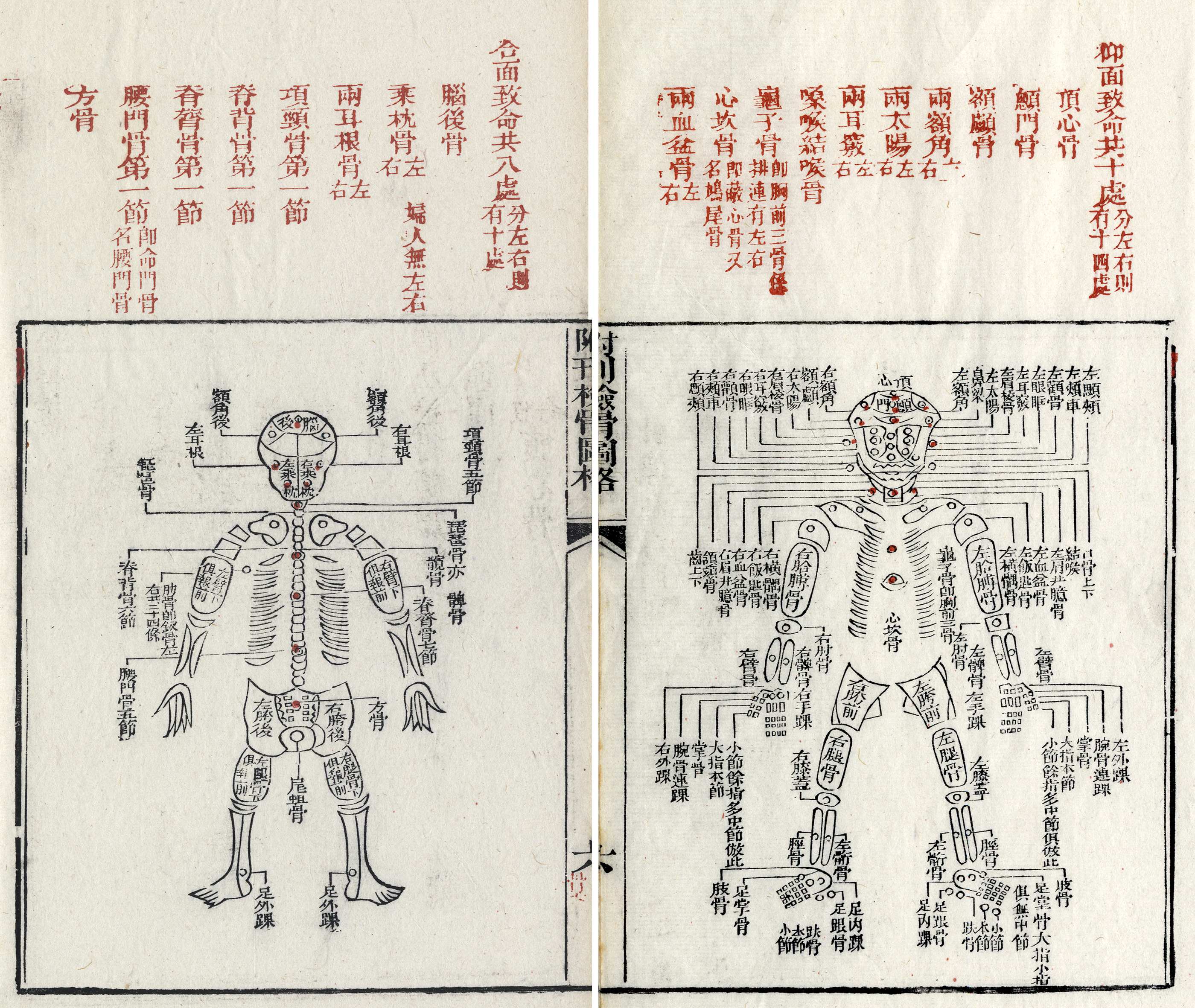
宋慈原著, 阮其新補注《補註洗寃録集證》道光23年序

《洗冤集錄》為宋朝人宋慈所作，以其從事刑獄中的驗屍經驗，並綜合當時的屍傷檢驗諸書而成的古代法医学書。這是世界最早的一部完整的法医学专书。明清两朝，均有人在实践经验的基础上不断地对此书进行增补和订正。
隨著歐洲各國譯本的發布，該書在歐洲法醫界形成一定影響，1950年代，苏联人評價該書是“世界最古的法医学著作”。苏联契利法珂夫教授將宋慈畫像印於《法医学史及法医检验》此書的卷首，尊其为“法医学奠基人”。

## 内容
《洗冤集錄》成書於淳祐七年（1247年），有五卷，53條，有檢驗總論、驗屍、驗骨、驗傷、中毒、救死方六大題材。以目錄來看，本書的主要項目包括：宋代的檢验尸傷法令；验尸方法和注意事項；勘察現場；尸体現象；各種機械性窒息死；各式鈍器損傷；銳器損傷；交通事故損傷；高溫致死；中毒；病死和急死；屍體發掘等項。主要的涵蓋驗屍的檢驗方法、死因的判斷，例如對於被火燒死與死後焚屍的差別、生前溺死與死後棄屍入水，都有精闢的見解。《洗冤集錄》中所稱呼的“血墜”也就是現代法醫學中的“屍斑”。
《洗冤集錄》是宋慈集前人驗屍經驗大成之著作。序言中說道：「獄事莫重於大僻，大僻莫重於初情，初情莫重於檢驗。蓋死生出入之權輿，直枉屈伸之機括，於是乎決法中。」他不斷告戒審案人員不能輕信口供，認為「告狀切不可信，須是詳細檢驗，務要從實」，對疑難案件尤「不可避臭惡……須是躬親詣屍首地頭……須是多方體訪，務令參會歸一，切不可憑一、二人口說，便以為信。」他亦提出檢驗諸法如檢驗官必須親臨現場、屍格必須由其親自填寫的屍體檢驗等之原則。
《洗冤集錄》亦有其時代條件的限制，血跡、精液、毛髮的化驗工作沒有認識，滴血認親、掘屍蒸骨的方式則不近科學。但其記載的洗屍法、人工呼吸法，迎日隔傘驗傷以及銀針驗毒、明礬蛋白解砒霜中毒等皆符合科學理據。

## 刊本
《洗冤集錄》宋刊本已失佚，現存最早的版本為元刻本《宋提刑洗冤集錄》。《四庫全書》只收了目錄而未存書。《洗冤集錄》較1598年歐洲第一本法醫專業書——意大利費德羅的《医生的报告》還要早三百多年問世。
至於《律例館校正洗冤錄》一書，現在最流行的通說都是康熙三十三年時律例館組織人力重新校正，但是根據學人使用清代檔案進行的考證，正確的時間其實是乾隆七年《大清律例》纂修告成之後。
後世出現不少類似《洗冤集錄》的著作，有《平冤錄》和《無冤錄》各兩卷，清代吳鼒（另說是顧廣圻）將這三部作品彙編，稱為「宋元檢驗三錄」，另外還有《洗冤捷录》、《洗冤法录》等十餘種著作。
王明德《讀律佩觿》卷八增補《洗冤集錄》的內容，《四庫全書》稱《讀律佩觿》多穿鑿附會，「大清律本注明律舊注而已，已意辨證之，其說好為駁難而不免穿鑿，所作洗冤錄，雜記異聞旁及鬼神醫藥之事，尤近小說家言。」

## 翻译本
《洗冤集錄》於1779年最早由法国人介绍节译，1855年英国医生哈兰（W.A. Harland）的英译本在香港出版，1863年荷兰人德格里兹（C.F.M. Grijs）在巴达维亚出版荷兰文翻译本，1924年汉学家翟理思（H.A. Giles）在伦敦出版第二种英译本，1999年德田隆翻譯、西丸與一監修的日文翻译本出版。现共有英、法、荷、德、韓、日、俄、匈八種語言版本，对世界各国法医学的发展有极为深远的影响。

## 影視形象

### 電視劇
- 1999年和2003年，香港无线电视翡翠台播出了以本书为背景创作的古裝劇集《洗冤录》系列。
- 2005年，中国中央电视台播出了以本书为背景创作的电视剧《大宋提刑官》。

### 電影
- 2022年，中國愛奇藝播出了以本书为背景改篇创作的網絡電影《新洗冤錄》。

## 延伸阅读
[在维基数据编辑]
 在维基文库阅读本作品原文（ 在维基共享资源阅览影像）

## 外部連結
- 清《律例館校正洗冤錄》相關問題考證 （页面存档备份，存于）
- 中國傳統法醫學的代表作──書內書外，閱讀《洗冤錄》 | 說書 Speaking of Books